# НЛО (альбом)
«НЛО» — альбом композитора Давида Тухманова, выпущенный в 1982 году рок-группой «Москва».

## История
В январе 1981 года Давид Тухманов организовал рок-группу «Москва». В состав вошли музыканты ВИА «Надежда» — лидер-гитарист Алексей Белов, барабанщик Дмитрий Серебряков (проработавший в этом ансамбле всего полгода) и певец и ритм-гитарист Николай Носков. Тухманов стал продюсером группы; поскольку этот термин в СССР не использовался, он мог назвать себя художественным руководителем, но предпочёл оставить должность руководителя Белову.
На даче Тухманова, где у того была собственная студия звукозаписи, музыканты несколько месяцев репетировали, ища вместе с автором песен наилучшие варианты аранжировок, а затем приступили к записи альбома (хотя на клавишных играл и Белов, Тухманов сыграл на синтезаторах и фортепиано). Слушавшие этот альбом получили возможность узнать голос и оценить талант солиста группы «Москва», Носкова (он спел пять песен из семи, одну спел Белов, песня «НЛО» была исполнена совместно). «Давид Федорович был очень требовательным: нужно было спеть именно так, как он поставил задачу, а здесь и диапазон, и фирменная школа». Но, писал в рецензии на альбом музыкальный критик Ю. Филинов, «вокальные партии как бы чуть смещены „за“ инструментарий. Это заставляет вслушиваться в произведения с особой чуткостью». Однако это не могло не мешать оценить вокал и хорошо разобрать все слова. Филинов, видимо, сам понимал это, потому что с другим и не слишком убедительным аргументом заметил: «раз пластинкой представлены мастера советской поэзии, то следовало, видимо, и сами стихотворения отпечатать на вкладыше», назвав отсутствие такого вкладыша маленькой недоработкой «со стороны фирмы „Мелодия“».
Ещё в октябре 1981 года вышел миньон «Москвы» с песнями «Игра в любовь», текст которой был составлен из двух стихотворений Василия Фёдорова, и «Миллион лет до нашей эры» на стихотворение Вероники Тушновой. На задней стороне обложки были напечатаны стихи песен (что, как уже говорилось, не было сделано при выпуске LP). Обе композиции заняли достаточно высокие места в хит-параде газеты «Московский комсомолец» (рубрика «Звуковая дорожка»). Так, в декабре «Миллион лет до нашей эры» занимал восьмое место, поднявшись на два места выше результата предыдущего месяца, а «Игра в любовь» — девятое, поднявшись выше на три места.
В «НЛО» Тухманов продолжил соединение музыки и не предназначавшейся для этой цели поэзии — стихотворений уже упомянутых Василия Фёдорова и Вероники Тушновой, Семёна Кирсанова, Дмитрия Кедрина. С Робертом Рождественским он несколько раз сотрудничал как с поэтом-песенником, а тогда положил на музыку его стихотворение, и эта композиция дала альбому название. Выпадала из общего ряда только песня «Ну и дела!», написанная в соавторстве с не издававшим своих стихов Леонидом Дербенёвым.
Запись была закончена в середине 1982 года, а в конце этого года пластинка поступила в продажу. 
«Новый альбом ждали с нетерпением. Ведь прошло семь лет с момента выхода диска „По волне моей памяти“», — пишет Ю. Филинов, но «мнения … любителей современной музыки оказались далеко не однозначными». Критик отнёс новый авторский диск, где «все композиции записаны одной группой, чего не было на других пластинках», «к разряду некоммерческих» С. Челяев назвал «НЛО» недооценённым шедевром.
По свидетельству очевидцев, как миньон, так и альбом в магазинах Москвы продавались свободно — в магазине «Мелодия» и находящемся по соседству «Доме Книги», где был большой отдел грампластинок. Таким образом, заявления о том, что альбом «НЛО» был чуть ли не мгновенно распродан, являются легендой, не имеющей фактического подтверждения.
После этой неудачи Тухманов не предлагал «Москве» ни записи второго альбома, ни концертов, ни гастролей. Барабанщик Серебряков перешёл в аккомпанирующий ансамбль Юрия Антонова «Аэробус». Белов и Носков пригласили бас-гитариста Льва Лемберского, клавишника Игоря Бушока и барабанщика Андрея Шатуновского, начали выступать, но из-за очень небольшого количества собственных песен в их репертуаре исполняли много кавер-версий.
Весной 1984 года Носков ушёл в «Поющие сердца». Вскоре Тухманов предложил ему записать свою новую песню «Ночь» на стихотворение Владимира Маяковского «Неоконченное». Носков сделал это и даже исполнил песню в телепередаче «Музыкальный киоск», но в газете «Советская Россия» была напечатана по этому поводу резко критическая статья.
В том же году ушёл в группу «Зигзаг» Шатуновский. Белов ещё два года продолжал быть лидером «Москвы», состав которой постоянно менялся. В 1985 году была записана в стиле технопоп[уточнить] песня Тухманова на стихи Кирсанова «XXIII век». В 1987 году Белов и Носков снова объединились в группе «Парк Горького».
Альбом «НЛО» неоднократно издавался пиратами на компакт-дисках (первоначальный успех «Парка Горького», популярность Николая Носкова повысили к нему интерес).
В 2007 году компания «Бомба Мьюзик» переиздала его на CD легально и ремастировав (с повышением громкости вокала), добавив бонус-треки («XXIII век» и «Ночь»).

## Содержание диска
Сторона 1
1. «Н.Л.О.» (Р. Рождественский) — 5:25
2. «Игра в любовь» (В. Фёдоров) — 6:30
3. «Миллион лет до нашей эры» (В. Тушнова) — 6:00

Сторона 2
1. «Грибной дождь» (С. Кирсанов) — 5:28
2. «Ну и дела!» (Л. Дербенёв) — 4:43
3. «Волшебная комната» (С. Кирсанов) — 5:25
4. «Поединок» (Д. Кедрин) — 5:32

CD Бонус-треки
1. «XXIII век» (Д. Тухманов — С. Кирсанов)
2. «Ночь» (Д. Тухманов — В. Маяковский)

## Музыканты
Группа «Москва»:
- Алексей Белов (руководитель группы) — лидер-гитара, клавишные, вокал
- Николай Носков — вокал, гитара
- Дмитрий Серебряков — ударные

В записи также принимали участие:
- Давид Тухманов — синтезаторы, фортепиано
- Олег Солодухин — бас-гитара (1, 4, 5)
- Евгений Черкасов — бас-гитара (3, 6)

- Литературный материал подобран Татьяной Сашко
- Звукорежиссёр С. Теплов
- Звукооператоры: Р. Алеев, И. Вагин

## Интересные факты
- На лицевой стороне конверта пластинки (так же, как и на «По волне моей памяти») в правом нижнем углу стоит факсимиле фамилии Тухманов, написанной рукой композитора.
- Некоторые стихотворения не сокращены вообще, некоторые — незначительно. Исключение происходит в конце альбома — стихотворение «Волшебная комната» Семёна Кирсанова сокращено на треть[9]. В завершающей альбом песне «Поединок» стихотворение Дмитрия Кедрина сокращено наполовину. Интересно и начало этой песни — фортепианное вступление в духе Шопена совершенно неожиданно переходит в прогрессив-рок.
- Контуры НЛО в дизайне конверта пластинки образуются фрагментом античного скульптурного сюжета «Амур и Психея».
- Начальные такты песни НЛО и синтезаторный рифф «навеяны» песней «Too Much Time On My Hands» американской группы Styx и песней «I Was Made For Lovin' You» американской группы Kiss[источник не указан 3504 дня].